# Petra, Mehedinți
Petra este un sat în comuna Bâcleș din județul Mehedinți, Oltenia, România.